# Prali
Prali is een gemeente in de Italiaanse provincie Turijn (regio Piëmont) en telt 268 inwoners (31-12-2012). De oppervlakte bedraagt 72,6 km², de bevolkingsdichtheid is 4 inwoners per km².
De frazione Rodoretto maakt deel uit van de gemeente Prali.

## Demografie
Prali telt ongeveer 156 huishoudens. Het aantal inwoners daalde in de periode 1991-2001 met 10,9% volgens cijfers uit de tienjaarlijkse volkstellingen van ISTAT.
| Jaar | Inwoneraantal |
| ---- | ------------- |
| 1991 | 350           |
| 2001 | 312           |
| 2012 | 268           |

## Geografie
De gemeente ligt op ongeveer 1454 m boven zeeniveau.
Prali grenst aan de volgende gemeenten: Abriès (FR-05), Angrogna, Bobbio Pellice, Perrero, Pragelato, Salza di Pinerolo, Sauze di Cesana, Villar Pellice.
1. ↑  https://demo.istat.it/?l=it.